# Felipe Matarranz González
Felipe Matarranz González (Ribadedeva, 2 de septiembre de 1915-Colombres, 23 de mayo de 2015), alias El Lobo, fue un histórico guerrillero y maquis asturiano durante la guerra civil española

## Biografía
Felipe Matarranz González, hijo de Ángeles y de Felipe, fue un minero que trabajó en Musques (Vizcaya). En 1917 su familia se traslada de Musques a Mieres debido a las huelgas mineras de 1917. En Mieres su padre sigue trabajando en las minas de carbón, hasta que se ve obligado a abandonar Mieres trasladandose a Torrelavega en donde abandona la mina para dedicarse a la agricultura. Tuvo cuatro hermanos, Antolina, Cosme, Salvador y Ángel. Felipe pasará su niñez en Torrelavega donde realiza todos sus estudios primarios así como tres años en la Escuela de Artes y Oficios. Con catorce años comienza a tener inquietudes políticas ingresando en una asociación de izquierdas denominada Pioneros, pasando más adelante a Juventud Comunista y el Socorro Rojo Internacional.
Profesionalmente era ebanista-tallista. Dentro de su militancia empieza a colaborar difundiendo periódicos y folletos de propaganda ideológica de izquierdas, llegando a participar en varias huelgas del ramo de la madera, a cuyo comité de huelga pertenecía. 
Durante el llamado Bienio Negro (de octubre de 1934 a febrero de 1936) sufrió persecución, siendo detenido en varias ocasiones por sus actuaciones antifascistas.
El 17 de julio de 1936 al enterarse de la revuelta fascista en África en contra del gobierno de la República ocupa participó en la ocupación del Ayuntamiento de Torrelavega junto a un grupo de militantes de la Juventud Socialista Unificada. El 18 de julio de 1936 ingresa en las milicias populares, siendo elegido jefe de su grupo.
Durante la guerra civil participó en diferentes batallas contra los sublevados en El Escudo, Piedras Luengas, San Glorio, Potes, etc. Participó en el intento de detener el avance de las tropas fascistas en el cuartel de Simancas de Gijón y en La Argañosa en Oviedo. En este último lugar resultó herido en la pierna derecha por una bala y según cuenta en su biografía "...se ató un pañuelo para detener la hemorragia y siguió luchando". Participó además de en todas estas batallas en la toma del Cuartel de Loyola en San Sebastián y en la batalla de Irún.
El 23 de septiembre de 1936 se unió a un batallón de voluntarios al frente del Puerto de Los Tornos en Cantabria. El 10 de octubre de 1936 fue herido grave en combate afectándole a los riñones produciéndole una gran hemorragia a consecuencia de la cual tuvo un desvanecimiento lo que hizo que le dieran por muerto llegando a informar a la familia de su deceso. Traslado a un hospital pronto pidió el alta y volvió al frente. En ese mismo año fue propuesto para sargento por su participación junto a otros tres milicianos la posición denominada Las Cabañas en Noceco. El 28 de noviembre de 1936 tras solicitar el alta voluntaria, regresó al frente participando entre el 2 y 6 de diciembre de 1936 en los combates por la posición de La Cabra.
Tras todas estas batallas en el frente de Cantabria, se le destinó al frente de Burgos infiltrándose numerosas veces tras las líneas enemigas.
El 1 de mayo de 1937 luchó en los combates de Cilleruelo de Bricia conquistando Somarriba, Quintanilla de Rucandio. Intervino en los combates de Espinosa de Bricia  que tuvieron lugar los días 4, 5 y 6 de mayo de 1937 lo que le supuso ser propuesto para teniente. El 4 de agosto de 1937 empieza la ofensiva de Santander, mientras Matarranz defendía el puerto de Carrales.Tras quince días de lucha se retira junto con el resto de las tropas republicanas hacia el Castro de Bricia, en Barrio de Bricia donde de 130 hombres sólo quedaron 12. Escapó por la noche a través de las líneas enemigas y continuó combatiendo en Bárcena de Pie de Concha, Alceda, Ontaneda, Puente Viesgo y Las Presillas. En Las Presillas es hecho prisionero tras ser acorralado por tanques italianos. Se fuga e intenta llegar a Asturias, pero al no poder llegar se queda en Cantabria donde es hecho prisionero de nuevo escapándose el 6 de septiembre de 1937. Tras ir a pie un centenar de kilómetros llega a Asturias y participa en la batalla de El Mazuco formando parte de la Brigada Montañesa. Tras los combates y la pérdida de este enclave es hecho prisionero por las tropas sublevadas, escapando por tercera vez.
En diciembre de 1937 es detenido en Torrelavega. El 30 de diciembre de 1937 se le somete a un consejo de guerra siendo hallado culpable de "auxilio a la rebelión" y sentenciado a pena de muerte. El 18 de octubre de 1939 se le vuelve a condenar a muerte siendo conmutada esa pena por a un indulto y la condena a treinta años de cárcel. En julio de 1942, merced a otro indulto promovido por el esfuerzo de sus padres, se libra de la cárcel y se le recluye en La Franca.
Estando en La Franca toma contacto con el Partido Comunista de España (PCE), en la ilegalidad, y con el movimiento guerrillero de resistencia. En 1943 es apresado en una redada y forma el Comité Provincial de Santander.
Es en este momento cuando contacta con la guerrilla astur-montañesa, siendo nombrado responsable político y convirtiéndose en maquis. Desde 1943 a 1946 se mantuvo en la clandestinidad por los montes de Asturias y Cantabria hasta que el 25 de noviembre de 1946 es sorprendido por la guardia civil en una reunión con otros guerrilleros de la Brigada Machado. Se escapa entre disparos dejando a un compañero muerto y a otro herido siendo capturado el 26 de noviembre. Una vez apresado se le tiene cuatro meses incomunicado siendo interrogado y torturado hasta que se le somete a 22 diligencias. Es de nuevo juzgado en Consejo de Guerra Sumarísimo siendo condenado a seis años por ser hombre peligroso para la patria en la prisión del penal de Burgos.
En julio de 1952 sale en libertad condicional poniéndose en contacto inmediatamente con el PCE en la clandestinidad hasta 1977, fecha en la que se legaliza el partido. Dentro de la vida civil trabajó en Dragados y Construcciones desde 1960 consiguiendo el puesto de encargado general hasta su jubilación. Tras su jubilación se afincó en La Franca, ingresando finalmente en una residencia de Colombres donde falleció el 23 de mayo de 2015 a lo 99 años de edad.